# Unity: The Latin Tribute to Michael Jackson
Unity: The Latin Tribute to Michael Jackson, también conocido como The Unity Project, es un proyecto musical colaborativo destinado a crear un álbum tributo a Michael Jackson inspirado en los estilos de la música latina.
El líder del proyecto es el músico peruano-estadounidense Tony Succar, y la voz es proporcionada por varios artistas destacados en los géneros de la música latina, especialmente salsa.
El objetivo de Succar con el proyecto fue celebrar la música y el legado de Jackson al combinarlo con un sonido latino orquestado. El objetivo declarado es «honrar el legado de Michael Jackson, el Rey del Pop. Al permanecer fieles a su esencia artística, excelencia y música, buscamos unificar a todos los seres humanos».
Tras su lanzamiento, el álbum debutó en el número uno en la lista de Billboard Tropical Albums.

## Historia
Cuando Michael Jackson murió el 25 de junio de 2009, Succar estaba en el último año de un programa de posgrado en la Universidad Internacional de Florida. En octubre de ese año, Succar estaba planeando un concierto de Halloween cuando el cliente le pidió que cerrara la actuación con la canción de Jackson «Thriller». En ese momento Succar tenía una banda predominantemente de salsa, por lo que decidió crear y realizar un arreglo de salsa de «Thriller». La canción fue bien recibida por la audiencia y Succar decidió producir un álbum de covers de Jackson como tributo. Él no tenía los fondos para comenzar la producción, por lo que decidió usar Kickstarter para obtener la financiación necesaria. Esto pagó las etapas iniciales de producción y Succar financió los costos continuos trabajando localmente con su banda. Succar también enfrentó desafíos para obtener licencias para usar la música de Jackson; solo la licencia de «Thriller» tardó tres años en otorgarse.
Succar inicialmente trabajó con otros estudiantes de FIU para producir nuevas versiones de las canciones de Jackson en un estilo latino. La música fue reescrita para incluir ritmos tropicales del Caribe latino. Otras influencias fueron el jazz, el world music y el pop estadounidense. Sin embargo, Succar también quería que los cantantes de alto perfil proporcionaran las voces para el álbum. Su preferencia era por un conocido cantante de salsa y se acercó a varios candidatos. Kevin Ceballo fue el primer artista en inscribirse, seguido por Tito Nieves. Nieves inicialmente se mostró reacio debido a otros compromisos, pero un vocalista que participó en el proyecto lo contactó directamente; después de escuchar una demo de una canción del álbum, Nieves aceptó participar. Grabó dos pistas para el álbum, y su participación ayudó a Succar a traer a otros vocalistas prominentes a bordo; estos incluyen a los cantantes de salsa la India, Michael Stuart, Jon Secada, Jean Rodríguez y Obie Bermúdez, así como a la cantante de pop latino y tex-mex, Jennifer Peña.
En total, alrededor de 90 músicos han contribuido al álbum. La grabación ha tenido lugar en varias ciudades importantes de los Estados Unidos, así como también en Puerto Rico y Perú.

## Presentaciones
El 14 de diciembre de 2012, Succar y el Unity Project se presentaron como acto de exhibición en un evento de TEDx en la UIF.

## Lista de canciones
Un álbum que contiene 12 pistas producidas por Unity, fue lanzado en abril de 2015.
Todas las pistas cuentan con Tony Succar.
1. «I Want You Back» (Tito Nieves) - 4:43
2. «Billie Jean» (Jean Rodríguez) - 5:03
3. «Man in the Mirror» (Kevin Ceballo) - 5:09
4. «Será Que No Me Amas» (Michael Stuart) - 4:43
5. «Earth Song» (India) - 6:26
6. «Human Nature» (Jon Secada) - 4:13
7. «Todo Mi Amor Eres Tú» (Jennifer Peña y Obie Bermúdez) - 4:25
8. «Black or White» (Kevin Ceballo) - 4:20
9. «Smooth Criminal» (Jean Rodríguez) - 4:40
10. «They Don't Care About Us» (Kevin Ceballo) - 5:06
11. «Thriller» (Kevin Ceballo) - 4:35
12. «You Are Not Alone» (Tito Nieves y Tito Nieves Jr.) - 5:05

## Sencillos
Un sencillo del álbum, «I Want You Back», fue lanzado en septiembre de 2012.
Un segundo sencillo titulado «Será Que No Me Amas» fue lanzado a través de iTunes el 17 de octubre de 2012. Este es un remake del éxito de 1978, «Blame It on the Boogie» de The Jacksons.

## Personal
- Michael Jackson – Compositor
- Tony Succar – Artista principal, productor, arreglista
- Tito Nieves – Artista principal
- Jean Rodríguez – Artista principal
- Kevin Ceballo – Artista principal
- Michael Stuart – Artista principal
- La India – Artista principal
- Jon Secada – Artista principal
- Obie Bermudez – Artista principal
- Jennifer Pena – Artista principal
- Tito Nieves Jr. – Artista principal
- Carlos Álvarez – Mezclador
- Bruce Swedien – Mezclador
- Nick Valentin – Mezclador
- Mike Fuller – Masterizador